# Hadromychus
Hadromychus chandleri es una especie de coleóptero de la familia Endomychidae.

## Distribución geográfica
Habita en Nueva Escocia.